# Audiofil kultúra Magyarországon
A magyarországi XX.-XXI.századi audio kultúrtörténet rövid összefoglalóját más forrásból nem, vagy csak részinformációkból lehet olvasni. Bár a jelen írás sem lép fel a teljesség igényével, mégis megpróbál némi visszatekintést nyújtani a hazai audiofilia kialakulásának történetére, résztvevőire, valamelyest tágítani az ide tartozó ismeretek körén. Egyszersmind, a témában kevésbé jártas érdeklődők számára kezdeti rálátást, segítséget adni a további, mélyebb információkhoz jutás lehetséges forrásaihoz.

## A kezdetek
A hazai audiofil (értsd: magas hangminőségű zenehallgatási kultúra) élet, szűkebb értelemben - a fogalom elterjedtebben alkalmazott értelmében a magas hanghűségű zenei felvételek gyűjtésének és hallgatásának kultúrája Magyarországon a 60-as évek közepén kezdődött, a magnetofonok, ill. a mikrobarázdás (LP) hanglemezek megjelenésével.Körülbelül ugyanerre az időszakra tehető a sztereo rádióadás megjelenése is. Az egyre szélesebb körben elérhető, rögzíthető műsoranyag és magnetofonok térhódítása elindított egy zenegyűjtő hobbyt. A 60-as, 70-es években országszerte több magnós klub is alakult, ahol a téma iránt érdeklődők, zenékre vadászó magnósok heti rendszerességgel találkoztak, új szerzeményeiket megoszthatták a klubtársakkal. Budapesten pl. a Fővárosi Művelődési Házban (Fehérvári út 47.) 1965 óta működik Magnós Klub, amelyről kevesen tudják, hogy az egyik alapító tagja az a Darvas László újságíró volt, aki később a HiFi Magazin főszerkesztőjeként lett közismert. A lap informatív, magas színvonalú technikai és zenetörténeti, esztétikai cikkei okán, az első szám 1979-es megjelenése után hamarosan egyfajta bibliává lépett elő, amelynek hatása a 80-as, 90-es évek hazai audio kultúrájának, ill. a mai magyar audiofil közösség kialakulásának meghatározó eleme lett, és a mai napig is jelen van.

## Hifi Magazin
A magazin szerkesztősége három állandó tagból állt, a már említett Darvas László főszerkesztő, mint publicista, esztéta, Solymos Antal (MEEI) műszaki referens, segédszerkesztő ill. Dankó Emil szerkesztőségi munkatárs személyében. A magazinban időnként mások tollából származó publikációk, lemezkritikák is megjelentek, sőt - némi humorral fűszerezve a dolgot - maga a főszerkesztő is publikált benne Szekám Pál álnéven, amelyet a televíziózásból ismert SECAM és PAL jelformátumok személynevesítésével hozott létre, nem egy olvasót megtévesztve ezzel . Később persze kuncogva bevallotta ezt a kis csínytevését...
A magazin jól dokumentáltan és észlelhetően az akkoriban már fejlett szinten levő angolszász audio kultúra felé nyitott, különösképpen az elérhető angol HiFi sajtó publikációira, tesztjeire és lokálpatrióta preferenciáira támaszkodott. A magazin egyik legkedveltebb rovata a Heted Hét Határ (776) címet viselő kitekintő volt, amely az angol szaksajtó cikkeinek rövid összefoglaló kivonataként betekintést engedett az idegen nyelvű audio média aktuális témáiba. Furcsa kettősség, hogy a HiFi Magazin saját tesztjeiben különös fontossággal kezelte az ellenőrzött információk közreadását, törekedett a minél kevesebb szubjektivitás elérésére, ugyanakkor az angol magazinok sokszor marketing orientált teszteredményeit csaknem kritika nélkül fogadta el, és tette közzé. Ennek folyományaként hazánkban is szemléletmóddá vált pl. a japán audio termékek "lesajnálása". Az akkoriban Magyarországon is kapható olcsó japán hifi termékek meghallgatása,és a jóval magasabb kategóriájú angol-amerikai készülékekkel való összehasonlítása során szerzett tapasztalatok még meg is erősítették a szerkesztőket abban a hitvilágban, amelyet az angol magazinok képviseltek. Mai szemmel nem teljesen érthető hogy a Magazin miért nem azonos kategóriájú termékeket próbált összevetni és ennek alapján vonni le következtetéseket. Különösen igaz ez az alapelvek szintjén, pl. szíjhajtás kontra Direct Drive hajtás a lemezjátszók esetében, vagy a hangdoboz kontra elektronika kérdésében, amely téves eredmények, értékítéletek publikálásához is elvezetett, de ezeket csak a későbbi, szélesebb körben szerzett tapasztalatok mutatták meg. A HFM érdemeként mindenképpen el kell ismerni annak közösség-formáló, kultúra teremtő erejét, cikkeinek magas publicisztikai és tartalmi értékét, és hiánypótló voltát. A magazin 1992-ben szűnt meg, amikor a piaci igények már nem tették lehetővé a Magazin egyik alapelvének számító őszinte kritikák, szubjektív tesztek publikálását, és a készülék-környezet mennyisége is meghaladta a szerkesztőség lehetőségeit. 
Darvas László talán utolsó publikus "közönségtalálkozója" 2023-ban az Allegro Audio Klub rendezvényén történt, ahol Solymos Antallal együtt mesélt a klubtagoknak a HFM létrejöttéről és az ezzel kapcsolatos személyes megéléseiről, attitűdjeikről.

## Poszt-HFM média
A HFM megszűntével a rendszerváltást követő évek felfutó kereskedelmi környezete egy média-űrben találta magát, ahol az eladásra kínált termékekről szóló információkat nehéz volt a potenciális vevők felé eljuttatni. Ezt felismerve, két "pót-Magazin" is napvilágot látott, a Soltész Reklám által kiadott SZTEREO és a győri illetőségű HiFi Piac. Általánosan jellemző volt ezekre az újságokra a havi megjelenésből adódó, kiadványonként érezhetően szűkebb információ tartalom, és a közzétett cikkek HFM-hez mérten alacsonyabb publicisztikai, és szakmai színvonala. Viszont lehetővé tették a kereskedők reklámtevékenységét. Ezek a hiányok vezettek jó egy évtizeddel később az online média térnyerésével a hazai audio blogok és online magazinok létrejöttéhez. 

#### Online Magazinok
Ha már a HFM-ről beszéltünk eddig, kezdjük az online média azonos nevet felvevő delikvensével, a HFM goodwill-jére építő Hifi-Magazinnal, amely céljait tekintve a korábbi HFM örököseként kíván fellépni. Olyannyira, hogy indulásakor, 2019-ben Darvas Lászlót megkeresve, a volt HFM szerkesztő ajánlásával, afféle staféta-átadásával indult a kiadvány, Mohr Tamás szerkesztésében, Dr.Basa Károly (Totel Bt.) műszaki lektorálásával.
A következő hangsúlyos média az AV Online magazin, amely jóval inkább kereskedelmi utánérzésű mint az újkori HFM, ezzel együtt tartalom-gazdagabb. Stilisztikailag leginkább a korábbi HiFi Piac magazin feljavított, érdekesebb változata, rengeteg teszttel, készülékbemutatóval. A Sztereo magazin is elérhető online, némileg szűkebb tartalommal, a korábbi nyomtatott megjelenés némileg modernebb arculatával.Végül a lista nem volna teljes, ha nem tennénk említést a Hangzásvilág c.kiadványról, amely szintén egy alapvetően kereskedelmi, hirdetésközvetítő oldal, online magazin álcája mögé bújva, amelyet Szabó Károly jegyez. 

#### Audio témájú blogok
A blogok jellemzően abban térnek el az online magazinoktól, hogy mindegyik mögött egy személy húzódik, akik viszont nem, vagy csak nyomokban kereskedelmi jellegű tartalmakat hoznak létre. A hangsúly az utóbbi két szón van, itt nem készen kapott információ közvetítése zajlik, hanem létrehozott tartalom, ami másutt nem, vagy csak mozaikszerűen, több helyről, részletekben érhető el.
Legrégebbi, egyben az egyik legolvasottabb hazai audio-blog az Audiolife, amelyet Veres Attila, rendkívül jó tollú, esztétikai érzékkel megáldott blogger posztol, hifiről, zenékről, előadókról, nagyon olvasmányosan. Hasonlóan olvasott Farkas Zsolt Long Audio blogja, amely különös figyelmet szentel a fizika kevéssé ismert jelenségeinek, és azok hatásainak a zenehallgatásra. Ezzel a hazai publikációk leginkább megosztó, vitatott értékű blogjává vált, amely senkit sem hagy hidegen, a rajongók és a merev elutasítók két vehemens táborát hozva létre. Busánszky Lajos ear.hu blogja is ismert audiofil körökben, míg nem kevés humorral fűszerezve, kitűnő stilisztikával megírt posztokat olvashatunk a vinyl.hu blogon, vagy újabban az Analógia blogon Szekeres Istvántól. Végül, de nem utolsó sorban, érdemes elolvasgatni az AudioWorld blog cikkeit Nagy Gábor Pál tollából, amely alapvetően ismeretterjesztő célú, lemezjátszással, erősítéstechnikával és egyéb műszaki tartalmakkal bőven megáldott oldal, az ilyen tartalomra fogékonyaknak.

## Klasszikus audiofil kereskedők
A legfelső kategóriájú, ú.n.High-End Audio készülékeket kínáló kereskedések mindig is afféle "szentélyek" voltak a téma rajongói számára, különösen a 80-as és 90-es években, amikor relatív kevés számú, nagyon szelektált készülék kínálat volt jelen. Az egyik legelső, a mai napig is sikeres és jól prosperáló hazai audiofil kereskedő Huszti Zsolt, aki a 80-as években még saját kezűleg készített külföldi márkás hangszórókból épített hangdobozokat. Később Zsolt Audio néven alapított cégével vált közismertté, amelyben az angol Rega és az Ion Systems elektronikáit kínálta a saját dobozok mellett.Ebből a cégből nőtte ki magát a nemzetközi hírnevet szerző Heed Audio, amely immár komplett elektronikai vonalat gyártó vállalkozásként a mai napig is exportál a világ sok országába. Ugyanerre az időszakra tehető a Merlin Audio indulása, Csontos István révén, amely az angol Audio Innovations, később ezt kiegészítve a japán Audio Note rendszereit kínálta a legfelső kategóriákban. Csontos István nevéhez fűződik a hazai High-End kiállítások sorozatának elindítása, szervezése, amely minden évben a hazai audiofil élet egyik központi rendezvényévé vált. Lásd később. A korai audio kereskedések között érdemes megemlíteni a Datateam Audio és az Auditorium cégeket is, amelyek szintén angol és francia eredetű készülékeket kínáltak a 90-es években.(Jadis, Cabasse, Focal, Triangle, Micromega, Meridian, stb.). Az amerikai vonalat Magyarországon Dankó Péter Penna&Poor cége vállalta fel, náluk az Audio Research, California Audio Lab, Parasound, Theta, és Madrigal elektronikákat lehetett meghallgatni, és - tehetősebbeknek - hazavinni.
A 2000-es években a piac némileg átalakult, még több márka, még több kereskedő jellemzi a mai helyzetet. A régi klubszerű, kvázi lakásban működő audiofil kereskedések patináját ma is őrzi néhány elkötelezett kereskedő. Ide sorolható az Allegro Audio, Teleki Béla vállalkozása az Opera mellett, vagy a Dreamaudio, Zeke Attila "boltja" Dunaharasztiban, vagy Bozorádi János nevéhez fűződő Impressivia a belvárosban.Vidéken ugyanezért a klasszikus utánérzésért érdemes felkeresni Nagy Lajos kereskedését (NL Audio) Zalaegerszegen, vagy a PR Audio-t Kunszentmiklóson.

## Audiofil gyártó cégek Magyarországon
1948-1990 között: BEAG - BRG - Mechanikai Laboratórium - Videoton - Orion
A hazai hangreprodukciós (!) célú készülékek gyártása már a Második Világháborút követő években elkezdődött, amelynek főbb mozgatórugói a filmipar, a rádiózás, a propaganda célú műsorszórás és a hangosítási igények voltak. A BEAG (Budapesti Elektro Akusztikai Gépgyár) végleges nevét többszöri kényszerű névváltoztatás után ( Audio majd EAG nevekből) 1959-ben kapta, történetét több részletes forrásból is fellelhetjük az Interneten (lásd: Források). Termékeinek többsége inkább hangosítási és studiotechnikai igényeket szolgált ki, s csak a 70-es évek végére fejlesztettek ki otthoni felhasználásra szánt audio eszközöket. A BRG (Budapesti Rádiótechnikai Gyár) 1953-tól egészen 1998-ig működött egészen változatos formákban (lásd: Forrás), telefon és rádiótechnikai készülékei mellett jelentős volt a magnetofon készülékek és alkatrészek gyártása. Legismertebb készülékei a hordozható MK-típusjelű magnók voltak, amelyek nem tekinthetők audiofil készülékeknek, de mégis sokan szerették és főleg a fiatalok körében nagyon népszerűek voltak.